# Zola (rappeur)
Pour les articles homonymes, voir Zola (homonymie).
Zola, né Aurélien N'Zuzi Zola le 16 novembre 1999 à Évry en Essonne est un rappeur et chanteur français,. Il est aussi connu pour diverses affaires judiciaires entre 2018 et 2024.

## Biographie

### Jeunesse
Aurélien N'Zuzi Zola est né le 16 novembre 1999 d’un père congolais et d’une mère française à la clinique de l'Essonne situé à Évry, ville dans laquelle il passe son enfance, avant de passer son adolescence à Lure, en Haute-Saône,,.

### Carrière

#### Débuts dans le rap
Il commence sa carrière au sein du groupe Osiris,, avant de se lancer en solo en 2017. Il est plus tard repéré par Kore, qui le signe sur son label « AWA ».

#### Cicatrices
Le 5 avril 2019, Zola sort son premier album studio intitulé Cicatrices, qui s'écoule à 15 386 exemplaires lors de sa première semaine d'exploitation, et est certifié disque d'or courant mai 2019, puis disque de platine en décembre de la même année.

#### Survie
Début mai 2020, Zola dévoile le titre Bro bro, lequel se classe à la 3e place des charts français la semaine de sa sortie. Puis en juillet 2020, il sort le titre Wow, qui se classe directement à la 5e place des charts français. Il sort son deuxième album, Survie, le 20 novembre 2020,, composé de quinze titres, dont deux collaborations avec SCH et Leto, qui devient en une semaine le cinquième album le plus écouté dans le monde sur la plate-forme Spotify.

#### Diamant du bled
Le 18 novembre 2022, Zola sort le titre Amber qui se classe à la première place des streams français la semaine de la sortie.
Le 15 janvier 2023, le rappeur est victime d'un accident de moto lors du tournage du clip pour le titre Toute La Journée en collaboration avec Tiakola tourné à Kinshasa en république démocratique du Congo. Souffrant d'une fracture au tibia péroné, Zola a indiqué qu'il rentrerait en France afin de se faire opérer.

### Vie privée
Le 19 juin 2023, sa mère meurt renversée à vélo par un automobiliste, à Lure, où elle résidait. L'artiste annule ses concerts prévus en juin et en juillet de cette même année,,.

## Affaires judiciaires

### Novembre 2018: possession de résine de cannabis et d'une balle de revolver
En novembre 2018, Zola, âgé de 19 ans, est contrôlé dans le quartier du Parc aux Biches, à Évry, alors qu'il fume un joint avec l'un de ses amis. Les policiers le fouillent et découvrent une balle de revolver 7.65, deux sachets contenant de la résine de cannabis et près de 450 euros en liquide. En novembre 2019, devant les juges, Zola, 20 ans, tente de se justifier en disant qu’il s’agit de sa consommation personnelle et qu’il fume un joint « tous les deux jours ». Et, pour la balle, Zola affirme l'avoir ramassée par terre devant un magasin Leader Price à Saint-Denis, en Seine-Saint-Denis. Il est finalement condamné à 300 euros d'amende,.

### Septembre 2019: détention aux États-Unis par l’ICE
En septembre 2019, Zola âgé de 19 ans est arrêté à son arrivée aux États-Unis par l’ICE, soit les services d’immigration américains, il est détenu 3 jours puis est relâché,.

### Mai 2023: agression d'un automobiliste
Le 31 mai 2023, Zola roule sur les routes de Haute-Marne au volant d'une voiture de sport. À cette occasion, il aurait multiplié les excès de vitesse, dépassements dangereux et autres rodéos. Au niveau d'un feu tricolore, dans la ville de Langres, un autre automobiliste lui signale son comportement imprudent. Agacé, Zola bloque sa voiture, le menace avec une batte de baseball et s'en sert pour casser la vitre latérale de son véhicule. « Il faut assumer ses actes », lui aurait-il asséné, avant de prendre la fuite. Le 1er juin 2023, Zola est arrêté par les gendarmes et placé en garde à vue. Reconnaissant les faits, il est déféré le lendemain devant le tribunal judiciaire de Chaumont, qui le condamne à 10 mois de prison avec sursis probatoire de 2 ans. Il est également tenu d'indemniser la victime, interdit de paraître en territoire haut-marnais et interdit de détenir une arme.

### Août 2024: conduite sous stupéfiant, excès de vitesse et refus d'obtempérer
Le 29 août 2024, vers 3 h du matin, Zola circule à plus de 200 km/h sur l'autoroute A6, en direction de Paris, au volant de sa Mini Cooper S, dont les phares sont éteints. Malgré les injonctions des gendarmes, qui lui demandent de s'arrêter, il refuse d'obtempérer et poursuit sa route vers son domicile, à proximité duquel il est interpellé à 3 h 30,.  En garde à vue, il est testé positif aux stupéfiants. Le 30 août 2024 au soir, il est relâché sous contrôle judiciaire jusqu'à sa convocation le 13 février 2025 devant le tribunal correctionnel d'Évry-Courcouronnes pour « conduite d’un véhicule en ayant fait usage de stupéfiants, en récidive », « transport d’arme de catégorie D, en l’espèce un pistolet airsoft et de munitions, en récidive » et « détention de stupéfiants, en l’espèce du cannabis, en récidive ».

## Discographie

### Apparitions
- 2018 : Guap (single de Mafia Spartiate)
- 2018 : California girls (sur la bande son Taxi 5)
- 2020 : Kobe (sur l'album BLO II de 13 Block)
- 2021 : GHINI GHINI (sur l'album Avoir & Être de Kodes)
- 2021 : Adelanto (extrait de la BO de En passant pécho)
- 2023 : La guitare suit la mélo (single de Dadju)
- 2024 : NO PASARÁN (single en collaboration avec Kore, ISK, Pit Baccardi, Cokein, Sofiane, Ashe 22, Uzi, RK, Alkpote, Nahir, Seth Gueko, Demi Portion, Soso Maness, Decimo, Zed, Akhenaton, Kerchak, Mac Tyer, Relo & Costa)

### Clips vidéo
| Année | Titre                                    | Réalisateur       | Album           |
| ----- | ---------------------------------------- | ----------------- | --------------- |
| 2017  | Blizzard #AlloIciZolaski (feat. LaSkiiz) | EagleProd         | NC              |
| 2017  | Kalah #AlloIciZolaski2 (feat. NoName)    | Neeno             | NC              |
| 2017  | Puce&Pussy                               | Neeno             | NC              |
| 2017  | Cru #AlloIciZolaski3 (feat. Key Largo)   | EagleProd         | NC              |
| 2017  | Mia Wallace                              | Neeno             | NC              |
| 2017  | Belles femmes                            | Neeno             | NC              |
| 2017  | Sharif                                   | Neeno             | NC              |
| 2018  | Honey                                    | EagleProd         | NC              |
| 2018  | Extasy                                   | EagleProd Neeno   | Cicatrices      |
| 2018  | California Girl                          | Neeno             | NC              |
| 2018  | Bernard Tapie                            | EagleProd         | NC              |
| 2018  | Scarface                                 | Neeno             | NC              |
| 2018  | Ouais ouais                              | New Iluzion Corp. | Cicatrices      |
| 2019  | Zolabeille                               | Neeno             | Cicatrices      |
| 2019  | 7.65                                     | Arthur Keasy      | Cicatrices      |
| 2019  | Papers (feat. Ninho)                     | DeClo             | Cicatrices      |
| 2019  | Fuckboi                                  | Arthur Keasy      | Cicatrices      |
| 2020  | Bro Bro                                  | Cherif No Color   | Survie          |
| 2020  | Wow                                      | Cherif No Color   | Survie          |
| 2020  | 9 1 1 3 (feat. SCH)                      | Arthur Keasy      | Survie          |
| 2021  | Papillon                                 | Arthur Keasy      | Survie          |
| 2022  | Papel                                    | Cherif No Color   | NC              |
| 2022  | Amber                                    | Mateo Da Silva    | Diamant du Bled |
| 2022  | Cartier Panthère                         | Zola              | Diamant du Bled |
| 2023  | Toute la journée (feat. Tiakola)         | Mateo Da Silva    | Diamant du Bled |
| 2023  | Aller sans retour (avec Koba LaD)        | Arthur Keasy      | Frères ennemis  |
| 2024  | Temps en temps (avec Koba LaD)           | Arthur Keasy      | Frères ennemis  |